# Oleksandr Petrovič Milovzorov
Oleksandr Milovozorov, ukrajinski slikar. 
Voditelj je galerije Triptih u Kyjivu, u Andrijivskom uzvizu, ulici koja je umjetnička žila kucavica Kijeva. Galeriju drži takvom da daje ugođaj boheme i tzv. pidpiljne (podrumske), odnosno oporbene umjetnosti.
U novom demokratskom ozračju u Ukrajini, kada su umjetnici oslobođeni stege ideoloških kerbera, ali su bačeni u ralje tržišta i komercijalizacije, Milovozorov je opstao, prilagodio se i nastavio s radom. 
Član je Ukrajinsko-hrvatskog društva prijateljstva. 

## Nagrade
- priznanje Zaslužni umjetnik Ukrajine.